# Joanna Moro
Joanna Moro (née le 13 décembre 1984 à Vilnius, en Lituanie) est une actrice polonaise.

## Biographie
Joanna Moro est diplômée de l'Académie de théâtre Alexandre Zelwerowicz de Varsovie.

## Filmographie
- 1997-2013 : Klan dans le rôle de Patrycja Wolska
- 2000 : M jak miłość
- 2000 : Le Presbytère (pl) dans le rôle d'Agata
- 2002–2010 : Samo Życie (pl)
- 2005 : Egzamin z życia (pl) dans le rôle de Zeta
- 2005–2007 : Magda M. (pl) dans le rôle de Basia Lubicka
- 2006–2007 : Kopciuszek (pl) dans le rôle de Sandra
- 2007–2012 : Na Wspólnej (pl) dans le rôle d'Edyta Dudek
- 2007 : Hela w opałach (pl)
- 2007 : Faceci do wzięcia (pl)
- 2007 : Mamuśki (pl) dans le rôle de Marysia
- 2007–2012 : Barwy szczęścia (pl) dans le rôle de Zosia
- 2008 : Les Londoniens (Londyńczycy) (pl) dans le rôle d'Ania
- 2008 : Na kocią łapę (pl)
- 2008-2009 : Klan (série télévisée)  dans le rôle de Patrycja Wolska[2]
- 2009 : Mniejsze zło (pl)
- 2009 : Na dobre i na złe (pl) dans le rôle de la fille de Sabina
- 2009 : Randka w ciemno (pl)
- 2009-2010 : Majka (pl)
- 2011 : Wiadomości z drugiej ręki (pl) dans le rôle de Mariola
- 2012 : Anna German : le secret de l'aigle blanc dans le rôle d'Anna German[3],[4],[5]

## Théâtre
- Pułapka (Le Piège) de Tadeusz Różewicz au théâtre Collegium Nobilium de Varsovie[6]